# 山川民夫

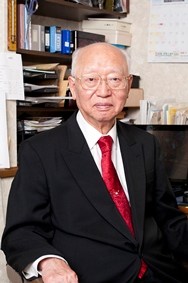
文化功労者顕彰に際して公表された肖像写真

山川 民夫（やまかわ たみお、1921年10月19日 - 2018年10月7日）は、日本の医学者。東京大学・東京薬科大学名誉教授、日本学士院会員、文化功労者。生化学が専門で、ABO式血液型は、赤血球表面にある糖脂質で決まることを発見した。父は山川章太郎、兄は山川邦夫。姪は大熊由紀子。義従弟（母の妹の長女の夫）は佐々学。

## 生涯
宮城県仙台市出身。山川章太郎の次男、兄は山川邦夫。旧制宮城県仙台第二中学校、旧制第二高等学校を経て、1944年東京帝国大学医学部卒業、1951年東京大学医学博士。1952年東京大学伝染病研究所助教授、1959年教授、1966年医学部教授、1982年定年退官、名誉教授、東京都臨床医学総合研究所所長、東京薬科大学教授、同学長、同名誉教授。2002年7月8日〜2011年3月31日微生物化学研究会会長。
1971年内藤記念科学振興賞、1974年朝日賞、1976年日本学士院賞受賞、1987年学士院会員。1991年勲二等瑞宝章、2014年文化功労者。正四位。

## 著書
- 『糖脂質物語』講談社学術文庫 1981
- 『新未知への群像　科学者が語る自伝』週刊科学新聞　2007

### 共編著
- 『脂質化学』舟橋三郎,原一郎共編 共立出版、1958年　『脂質』1970
- 『医化学実験法講座 第1巻 生体構成成分』編 中山書店 1971-72
- 『生化学実験講座 3 脂質の化学』野島庄七、鈴木旺,山科郁男共編 東京化学同人 1974-76
- 『生化学実験講座 9-10 糖質の代謝』野島庄七,鈴木旺,山科郁男共編 東京化学同人 1975
- 『生化学辞典 第3版』今堀和友共監修 井上圭三,鈴木紘一,豊島聡,星元紀,大島泰郎,脊山洋右,畠中寛,渡辺公綱共編 東京化学同人 1998
- 『生化学辞典 第4版』今堀和友共監修 大島泰郎,鈴木紘一,脊山洋右,新井洋由,石浦章一,大隈良典,岸本健雄,正木春彦,山本一夫編 東京化学同人 2007

### 翻訳
- Morris Kates『脂質研究法』斎藤国彦,林陽共訳 東京化学同人 生化学実験法 1975
- マクギルベリー『生化学 機能の本質的理解のために』監訳 広川書店 1975-76
- カールソン ほか『病態生化学』石塚稲夫共訳 朝倉書店 1979

### 参考資料
- 『百年の逸材　仙台二高創立１００周年記念』　中島信吾・青山史朗共著　東京アドコンサルタント株式会社　2000
- 『スフィンクスの謎　山川民夫と糖脂質研究の世界』　スフィンクスの謎　山川民夫と糖脂質研究の世界発行記念会　2019

## 論文
- <山川民夫